# High School Musical 2 Non-Stop Dance Party
High School Musical 2: Non-Stop Dance Party es el segundo álbum de remezclas de la banda sonora High School Musical 2. Se lanzó primero en el Reino Unido y el Sudeste Asiático el 24 de diciembre de 2007. El álbum completo estuvo disponible en Disney XD UK del 21 al 23 de diciembre, un día antes de su lanzamiento. Todas las canciones fueron remezcladas por Jason Nevins. Se han lanzado videos musicales en Disney Channel para Bet on It y Fabulous. Aunque muchos fans han afirmado que la lista de canciones de la contraportada es incorrecta,[cita requerida] esto no es cierto. De hecho, solo se mencionan las canciones incluidas en el álbum. Por lo tanto, no se puede encontrar una lista de canciones real.

## Lista de canciones
| High School Musical 2 Non-Stop Dance Party |                                                         |          |  |
| N.º                                        | Título                                                  | Duración |  |
| 1.                                         | «What Time Is It?» (Jason Nevins Remix)                 | 3:56     |  |
| 2.                                         | «I Don't Dance» (Jason Nevins Remix)                    | 3:27     |  |
| 3.                                         | «Gotta Go My Own Way» (Jason Nevins Remix)              | 2:58     |  |
| 4.                                         | «You Are The Music In Me» (Jason Nevins Remix)          | 3:09     |  |
| 5.                                         | «Work This Out» (Jason Nevins Remix)                    | 3:58     |  |
| 6.                                         | «Everyday» (Jason Nevins Remix)                         | 3:31     |  |
| 7.                                         | «Fabulous» (Jason Nevins Remix)                         | 2:57     |  |
| 8.                                         | «Bet on it» (Jason Nevins Remix)                        | 3:51     |  |
| 9.                                         | «All for One» (Jason Nevins Remix)                      | 4:48     |  |
| 10.                                        | «You Are The Music In Me(reprise)» (Jason Nevins Remix) | 4:36     |  |
| 11.                                        | «Humuhumunukunukuapua'a» (Remix)                        | 3:10     |  |
| 45:48                                      |                                                         |          |  |

| Bonus Tracks |               |          |  |
| N.º          | Título        | Duración |  |
| 11.          | «The Megamix» | 5:40     |  |

## Posicionamiento
El álbum debutó en el número 68 en los EE. UU. gráfico Billboard 200, vendiendo alrededor de 22 000 copias en su primera semana.
| Listas                               | Posición |
| ------------------------------------ | -------- |
| U.S. Billboard Top Electronic Albums | 1        |
| iTunes Top Albums                    | 30       |